# Florida State Road 25
Die Florida State Road 25 ist eine State Route im US-Bundesstaat Florida, die auf einer Länge von gut 500 Metern innerhalb von Belleview im Marion County ausgeschildert ist und hier die State Road 35 mit der gemeinsamen Trasse der U.S. Highways 27, 301 und 441 verbindet. Die Straße wird vom Florida Department of Transportation (FDOT) betrieben.

## Streckenverlauf
Als unbeschilderte Route verläuft die State Road zunächst auf der Trasse des U.S. Highway 27 von Hialeah nach Lady Lake sowie von Belleview nach High Springs. Der Abschnitt zwischen Lady Lake und Belleview ist als County Road 25 ausgewiesen. Ab High Springs führt die SR 25 (weiterhin ohne Beschilderung) entlang des U.S. Highway 41 bis an die Grenze zu Georgia bei Jennings, wo sie endet. Die Strecke ist insgesamt rund 690 km lang.